# Ljungskile SK
Ljungskile Sportklubb – szwedzki klub piłkarski grający obecnie w Superettan, mający siedzibę w mieście Ljungskile, leżącym w gminie Uddevalla, w regionie Västra Götaland.

## Historia
Ljungskile Sportklubb został założony w 1926 roku. W latach 1990–1997 zespół wywalczył kolejne awanse: z Division 5 (VI liga) do Division 4 (V liga), z Division 4 do Division 3 (IV liga), z Division 3 do Division 2 (III liga), z Division 2 do Division 1 (II liga), a ostatecznie z Division 1 do Allsvenskan (I liga). Niedługo po awansie do I ligi pozyskano sponsora, producenta kostiumów kąpielowych Panos Emporio, a nazwę klubu zmieniono na Panos Ljungskile SK (obowiązywała ona do 2002 roku). W 1997 roku Ljungskile spadł z pierwszej do drugiej ligi, a w 2000 roku do trzeciej. W 2004 roku powrócił do drugiej, dzięki wygraniu baraży z Väsby IK. W 2007 roku awansował drugi raz w historii do Allsvenskan, pokonując w decydującym spotkaniu Landskronę BoIS. Po roku Ljungskile znów zostało zdegradowane do Superettan.

## Sukcesy
- Allsvenskan:

14. miejsce (2): 1997, 2008

## Reprezentanci kraju grający w klubie
- Tommi Grönlund
- Ville Väisänen
- Will Antwi
- Larmin Ousman
- Kemokai Kallon
- Edwin Phiri